# Masahiko Ichikawa
Masahiko Ichikawa (japanisch 市川 雅彦 Ichikawa Masahiko; * 17. September 1985 in der Präfektur Tokio) ist ein ehemaliger japanischer Fußballspieler.

## Karriere
Ichikawa erlernte das Fußballspielen in der Universitätsmannschaft der Hōsei-Universität. Seinen ersten Vertrag unterschrieb er 2008 bei Omiya Ardija. Der Verein spielte in der höchsten Liga des Landes, der J1 League. Für den Verein absolvierte er 33 Erstligaspiele. 2011 wurde er an den Zweitligisten Tokyo Verdy ausgeliehen. Für den Verein absolvierte er sieben Ligaspiele. 2012 kehrte er zu Omiya Ardija zurück. Ende 2012 beendete er seine Karriere als Fußballspieler.